# Stazione di Komatsu
La stazione di Komatsu (小松駅?, Komatsu-eki) è la principale stazione ferroviaria della città di Komatsu, nella prefettura di Ishikawa in Giappone. Essa è gestita dalla JR West e serve la linea principale Hokuriku, ma in futuro sarà anche fermata dello Hokuriku Shinkansen, quando verrà esteso da Kanazawa a Tsuruga.

## Linee
JR West
■ Linea principale Hokuriku

## Struttura
La fermata è costituita da un marciapiede laterale e uno a isola, con tre binari passanti su viadotto. Il binario 2 è utilizzato anche come binario di fermata per dare precedenza ai treni a lunga percorrenza, che usano i due binari esterni.
| 1-2 | ■ Linea principale Hokuriku | per Kanazawa e Toyama |
| 2-3 | ■ Linea principale Hokuriku | per Fukui e Tsuruga   |

## Stazioni adiacenti
| 《                        | Servizio                  | 》                        |
| Linea principale Hokuriku | Linea principale Hokuriku | Linea principale Hokuriku |
| ------------------------- | ------------------------- | ------------------------- |
| Awazu                     | Locale                    | Meihō                     |
| Hokuriku Shinkansen       |                           |                           |
| Kanazawa                  | -                         | Kagaonsen                 |